# Ядуллаев, Ильхам
Ильха́м Хамза оглы Ядулла́ев (азерб. İlham Yadullayev; 17 сентября 1975) — азербайджанский футболист и тренер. Выступал за сборную Азербайджана.

## Клубная карьера
Воспитанник азербайджанского футбола.
С 1993 по 2001 (с небольшим перерывом) играл в бакинском «Нефтчи».
В 2002 перешёл в «Шамкир».
С 2003 по 2004 играл заграницей: в иранском «Санат-Нафте», в украинской «Волыни» (вместе со своим земляком Камалом Гулиевым) и симферопольской «Таврии».
В начале 2004 вернулся в Азербайджан. Играл за «Карабах», «Нефтчи».
В середине сезона 2004/05 перешёл в ФК «Гянджа», забил во 2-м круге 1 гол. В сезоне 2005/06 провел 23 игры за клуб.
«Карвану» же футболист достался бесплатно, подписав с клубом 1,5 годичный контракт. Был капитаном команды.
В апреле 2009 года Ядуллаев вместе с Агилем Мамедовым покинули расположение клуба. Хотя контракт с Ильхамом истекал в мае 2009 года, причина разрыва состояла в финансах.
На начало 2011 года находился в клубе Бакылы.

## Карьера в сборной
В сборной Азербайджана Ильхам с 1998 по 2004 годы провёл 34 матча, мячами так и не отметившись.